# LINPACK
LINPACK é uma biblioteca de programas para executar álgebra linear numericamente em computadores. Foi escrita em Fortran por Jack Dongarra, Jim Bunch, Cleve Moler e Gilbert W. Stewart, com o propósito de usá-la em supercomputadores na década de 1970 e início da década de 1980. Foi amplamente substituída pelo LAPACK, que funciona mais eficientemente em computadores de arquitetura moderna.
O LINPACK usa a biblioteca BLAS (Basic Linear Algebra Subprograms) para executar operações básicas com vetores e matrizes.
O LINPACK benchmarks apareceu inicialmente como parte do manual de usuário do LINPACK. A implementação paralela do LINPACK benchmark chamada HPL (High Performance Linpack) é usada para comparar e classificar supercomputadores para a lista TOP500.